# Вътрешна сигурност (сериал)
„Вътрешна сигурност“ (на английски: Homeland) е американски сериал, разработен от Хауърд Гордън и Алекс Данса, базиран на израелския сериал Hatufim, който е създаден от Гидиън Раф.
Клеър Дейнс изпълнява ролята на Кери Матисън – агентка на ЦРУ, а Деймиън Люис играе ролята на Никълъс Броуди – морски пехотинец и конгресмен.
Сериалът е подновен за осми сезон и последен сезон. Той започва на 9 февруари 2020 г. и завършва на 26 април 2020 г.

## Сюжет
При военна операция в Ирак е открит Никълъс Броуди (Деймиън Люис) – снайперист от морската пехота на САЩ, изчезнал преди осем години и оттогава считан за мъртъв. Броуди разказва, че е бил държан в плен и измъчван от Ал-Кайда. Той е върнат в САЩ като герой. Кери Матисън (Клеър Дейнс) е анализатор в ЦРУ, разследваща Ал-Каида и нейния лидер Абу Назир. От свой информатор тя научава, че американски войник, пленен в Ирак, е бил вербуван и превърнат в терорист. Кери е единствената, която се съмнява, че Броуди е сменилият страните американски войник и превръща в своя фикс-идея това да докаже, че завърналият се герой всъщност е терорист.

## „Вътрешна сигурност“ в България
В България сериалът започва на 12 септември 2014 г. по bTV с разписание от вторник до събота от 00:00. Последният епизод от първи сезон е разделен на две части, излъчени съответно на 27 и 30 септември. На 1 октомври започва втори сезон и завършва на 16 октомври. На 11 декември 2019 г. започва седми сезон от вторник до събота от 01:30 и завършва на 26 декември.
На 18 февруари 2015 г. започва повторно излъчване от първи сезон по bTV Cinema, всеки делник от 20:00 с повторение след полунощ и завършва на 6 март. Втори сезон започва на 9 март, всеки делник от 20:00 и завършва на 24 март. На 10 май 2016 г. започва премиерно трети сезон от понеделник до петък, а часът му варира между 14:15, 14:30, 14:45 и 15:00. Сезонът завършва на 25 май. На 3 март 2017 г. започва четвърти сезон от понеделник до петък, а часът му варира между 12:15, 12:45 и 13:30. Сезонът приключва на 20 март. На 1 август започва пети сезон от понеделник до петък от 11:30, а понякога от 11:15 и завършва на 8 август. На 31 май 2018 г. започва шести сезон, всеки делничен ден от 12:30 и приключва на 15 юни. На 27 май 2020 г. започва осми сезон в 11:00, всеки делничен ден по два епизода, а часът варира между 10:30 и 11:00. Последните два епизода са излъчени на 3 юни 2020 г.
От втори сезон дублажът е на студио Медиа Линк. Ролите се озвучават от артистите Десислава Знаменова в първи и втори сезон, Ася Рачева от трети, Даниела Йорданова от първи до четвърти, Татяна Захова от пети до осми, Калин Сърменов от първи до пети, Васил Бинев, Георги Георгиев – Гого от първи до пети и в осми, Иван Танев в шести и седми, Тодор Георгиев в шести и седми, и Симеон Владов в осми. В трети епизод от първи сезон Знаменова е заместена от Христина Ибришимова. В действителност Ибришимова я е заместила за няколко епизода, които са щели да бъдат излъчени много скоро след озвучаването си. Впоследствие ефирът им е насрочен за по-късно и е имало време да бъдат озвучени наново със Знаменова. По погрешка е излъчен един епизод с дублажа с участието на Ибришимова, а не с преозвучената версия със Знаменова, което се отнася и за всяко повторно излъчване.